# Lumea poveștilor Cartoonito/Boomerang
Lumea poveștilor Cartoonito (în engleză Cartoonito Tales) este un serial de televiziune produs în Marea Britanie dedicat preșcolarilor cu vârsta între 3 și 6 ani în care copii actori interpretează pe înțelesul celor mici povești clasice precum Scufița Roșie, Jack și vrejul de fasole, Pinocchio, Petrică și lupul, Flautul fermecat, Cei trei purceluși, Uriașul singuratic, Hansel și Gretel, Fetița cu părul de aur și cei trei ursuleți, Lacul lebedelor și Spărgătorul de nuci.
Premiera în România a fost pe 11 iulie, 2012 pe canalul Boomerang ca parte a blocului Cartoonito.
A fost produs și un al doilea sezon al serialului, fiind redenumit 'Lumea poveștilor Boomerang  (en. Boomerang Tales), datorită faptului că de atunci blocul Cartoonito a fost desființat iar toate serialele sunt acum difuzate ca parte a grilei normale Boomerang. Acest sezon a avut premiera în România pe 13 octombrie, 2014.

## Distribuție (versiunea română)
- Teo Trandafir – povestitoare (sezonul 1)[1]

## Despre serial
Serialul păstrează poveștile originale și elementele definitorii ale acestora, dar există și personaje secundare fără costumație, cu care copiii zilelor noastre se pot identifica mai ușor.
Fundalurile sunt gândite astfel încât să recreeze atmosfera poveștilor fără a încărca imaginea și transmit, prin simplitatea lor, ideea de “punere în scenă” – care îi va ajuta pe părinți să le explice copiilor diferența dintre lumea poveștilor și lumea reală.
Acest program le oferă copiilor exemple amuzante și educative potrivite vârstei lor, iar părinților – modalitatea perfectă de a-i apropia pe cei mici de cele mai iubite povești ale lumii.

## Episoade
| Premiera în România                     | N/o | Titlu român                             | Titlu englez                   |
| --------------------------------------- | --- | --------------------------------------- | ------------------------------ |
|                                         |     |                                         |                                |
| SEZONUL 1 - LUMEA POVEȘTILOR CARTOONITO |     |                                         |                                |
|                                         |     |                                         |                                |
| 09.07.2012                              | 01  | Pinocchio                               | Pinocchio                      |
|                                         |     |                                         |                                |
| 10.07.2012                              | 02  | Petrică și lupul                        | Peter and the Wolf             |
|                                         |     |                                         |                                |
| 11.07.2012                              | 03  | Flautul fermecat                        | The Magic Flute                |
|                                         |     |                                         |                                |
| 12.07.2012                              | 04  | Cei trei purceluși                      | The Three Little Pigs          |
|                                         |     |                                         |                                |
| 13.07.2012                              | 05  | Uriașul singuratic                      | The Lonely Giant               |
|                                         |     |                                         |                                |
| 16.07.2012                              | 06  | Hansel și Gretel                        | Hansel and Gretel              |
|                                         |     |                                         |                                |
| 17.07.2012                              | 07  | Fetița cu părul de aur și cei trei urși | Goldilocks and the Three Bears |
|                                         |     |                                         |                                |
| 18.07.2012                              | 08  | Lacul lebedelor                         | Swan Lake                      |
|                                         |     |                                         |                                |
| 19.07.2012                              | 09  | Jack și vrejul de fasole                | Jack and the Beanstalk         |
|                                         |     |                                         |                                |
| 20.07.2012                              | 10  | Scufița Roșie                           | Little Red Riding Hood         |
|                                         |     |                                         |                                |
| 26.12.2012                              | 11  | Spărgătorul de nuci                     | The Nutcracker                 |
|                                         |     |                                         |                                |
| SEZONUL 2 - LUMEA POVEȘTILOR BOOMERANG  |     |                                         |                                |
|                                         |     |                                         |                                |
| 13.10.2014                              | 12  | Peter Pan                               | Peter Pan                      |
|                                         |     |                                         |                                |
| 14.10.2014                              | 13  | Insula comorii                          | Treasure Island                |
|                                         |     |                                         |                                |
| 15.10.2014                              | 14  | Degețica                                | Thumbelina                     |
|                                         |     |                                         |                                |
| 16.10.2014                              | 15  | Povestea celor trei capre               | Billy Goats Gruff              |
|                                         |     |                                         |                                |
| 17.10.2014                              | 16  | Rapunzel                                | Rapunzel                       |
|                                         |     |                                         |                                |
| 20.10.2014                              | 17  | O călătorie pe lună                     | A Trip to the Moon             |
|                                         |     |                                         |                                |
| 21.10.2014                              | 18  | Vrăjitorul din Oz                       | The Wizard of Oz               |
|                                         |     |                                         |                                |
| 22.10.2014                              | 19  | Robin Hood                              | Robin Hood                     |
|                                         |     |                                         |                                |
| 23.10.2014                              | 20  | Fluerul pestriț din Hamelin             | Pied Piper of Hamelin          |
|                                         |     |                                         |                                |
| 24.10.2014                              | 21  | Poveste de Crăciun                      | A Christmas Carol              |
|                                         |     |                                         |                                |

## Legături externe
- Lumea poveștilor Cartoonito/Boomerang la Internet Movie Database